# اسب و آدمش
ماجراهای نارنیا: اسب و آدمش (به انگلیسی: The Horse and His Boy) نام پنجمین داستان از هفت گانه سرگذشت نارنیا است که توسط سی. اس. لوئیس نوشته
شده است.